# Josep Solé Rovira
Blahoslavený Josep Solé Rovira, řeholním jménem Andreu Corsino María (23. ledna 1919 El Vendrell – 29. července 1936 Clot dels Aubens) byl španělský římskokatolický klerik, řeholník Řádu karmelitánů a mučedník.

## Život
Narodil se 23. ledna 1919 v El Vendrell.
V 9 letech odešel do školy ke karmelitánům v Olot a poté pokračoval ve studiu ve Villarreal. Roku 1935 odešel do Tàrregy, kde v září složil své časné řeholní sliby, přijal hábit a jméno Andreu Corsino María. Uznával přesvědčení, že v katolickém katechismu se nachází základní pravda víry a křesťanského učení.
Před vypuknutím Španělské občanské války již v zemi vypukla protikatolická nálada. Tato nálada se nevyhnula ani klášteru v Tàrreze, kde započala už roku 1934. Od října byly zdi kláštera hlídány komunisty. Následně v červnu 1936 byla bratrům zakázána práce v nemocnicích a na školách. Dne 20. července byli bratři varováni před útokem a převor kláštera otec bl. Àngel se rozhodl uzavřít kostel a pět kandidátů a dva novice poslal domů. Dalšího dne byli vyzváni opustit klášter. Otec Àngel chtěl získat povolení odjezdu bratrů do Itálie, což se mu nepodařilo. Poté byli on, Andreu a deset spolubratrů zatčeni a v noci byli odvezeni na místo zvané Clot dels Aubens nedaleko Cervery. Zde byli všichni zastřeleni. Před výstřely zvolávali Ať žije Kristus Král!. Stalo se tak 29. července 1936.
Těla mučedníků byla spálena a zbytky ostatků byly jedním knězem sesbírány a uloženy do karmelitánského kostela v Tàrreze.

## Proces blahořečení
Jeho proces blahořečení byl zahájen roku 1959 v arcidiecézi Barcelona spolu s dalšími patnácti karmelitánskými spolubratry a jednou řeholnicí.
Dne 26. června 2006 uznal papež Benedikt XVI. jejich mučednictví. Blahořečeni byli 28. října 2007.